# Кавагоэ, Сергей Сирович
Серге́й Си́рович (Си́рыч) Каваго́э (также Кавагое; 25 июня 1953, Москва, СССР — 3 сентября 2008, Торонто, Канада) — советский и российский музыкант, сооснователь московских рок-групп «Машина времени», «Воскресение» и «Наутилус». Играл в них на клавишных и ударных.

## Биография
Сергей Сирыч Кавагоэ родился 25 июня 1953 года в Москве в семье переводчика Сиро Кавагоэ (18.09.1926 — до 2008), который перед призывом в японскую армию был студентом-филологом, изучавшим немецкий язык. Во время Второй мировой войны попал в советский плен (его послали с белым флагом сообщить о капитуляции Квантунской армии, так как он выучил немного русских слов), отсидел в тюрьме как военнопленный. Вышел в 1950-х годах, остался жить в СССР, женился на гражданке СССР, но сохранил японское гражданство. Сиро Кавагоэ — автор «Нового русско-японского разговорника». Он работал в японском посольстве, а его родственники жили в Японии и поддерживали с ним отношения. Они присылали из Японии хорошие музыкальные инструменты, которые повлияли на звучание молодой группы «Машина времени». Младший брат Сергея Рэксей Кавагоэ (род. 30 мая 1966) — предприниматель.

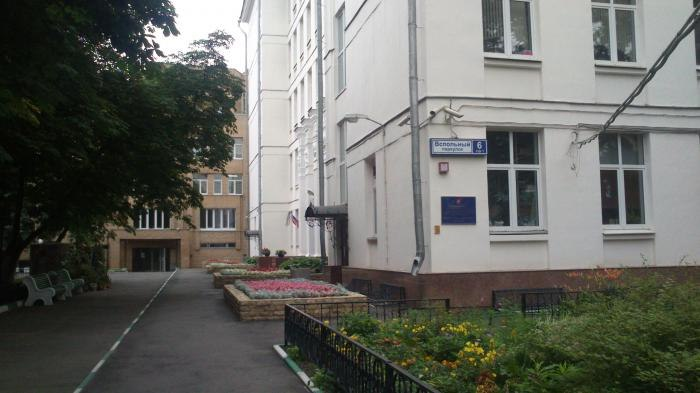
Школа № 20 (сейчас № 1239), где учился Сергей Кавагоэ, а в 1983—1984 годах здесь снимался фильм о путешествии на машине времени «Гостья из будущего»

Кавагоэ жил на Университетском проспекте, учился в Московской средней школе № 20 с английским уклоном.
До «Машины времени» Кавагоэ играл в школьной группе «Дюрапоновские паровики» в своей школе.

### «Машина времени»
Появление Кавы в нашей компании стало колоссальным толчком, потому что у него уже были две настоящие электрические гитары и маленький усилитель. С их помощью можно было извлечь звук, который мы слышали на фирменных пластинках. Там даже имелось тремоло. Это сводило с ума. Я мог просто с утра до ночи сидеть и дергать за струны.— Марголис Михаил
Затяжной поворот: история группы «Машина времени»
В 1969 году через своего друга Юрия Борзова познакомился с Андреем Макаревичем и, благодаря японскому электрооргану «Ace Tone», который привез его отец, стал одним из сооснователей школьной группы «Time Machines» (впоследствии — «Машина времени»).
Кавагоэ оставался участником «Машины времени» в течение десяти лет, группа играла в том числе на японских гитарах, которые привозил его отец. Группа выступала и записывалась подпольно, но к концу 1970-х достигла всесоюзной популярности. За это время через «Машину времени» прошло множество музыкантов, но Кавагоэ, как и Макаревич, оставался её бессменным участником, неоднократно меняя инструменты.

Кавагоэ, например, за годы, проведённые в «Машине», перепробовал едва ли не все инструменты. Когда нам не хватало басиста, он играл на бас-гитаре, когда находили басиста, он садился за орган, когда мы лишились барабанщика, он сел за барабаны.
— Михаил Марголис Затяжной поворот: история группы «Машина времени»
В первой половине 1970-х Кавагоэ несколько раз поступал в МГУ, но после поступления всякий раз бросал учёбу.
Весной 1979 года из-за накопившихся разногласий между Кавагоэ и Макаревичем группа, игравшая тогда в составе «Макаревич — Маргулис — Александр Воронов — Александр Бутузов — Кавагоэ» распалась.

### «Воскресение»
Сразу после этого вместе с Алексеем Романовым, Евгением Маргулисом и Алексеем Макаревичем Кавагоэ создал группу «Воскресение» (став фактически её продюсером), где играл на барабанах и клавишных.

### «Наутилус»
В 1982 создал московскую группу «Наутилус», в которую пригласил Евгения Маргулиса, но группа просуществовала меньше года.
В 1985 году предпринял попытку реанимировать «Наутилус», но группа не выдержала конкуренции со свердловским «Наутилусом» и исчезла навсегда в 1988 году.

### «Аэробус»
В 1983—1984 годах вместе с Маргулисом работал с Юрием Антоновым в группе «Аэробус» (в составе: С. Кавагоэ, Е. Маргулис, В. Голутвин), затем играл в цыганском оркестре.

### Жизнь в Японии и Канаде
В 1989 году Кавагоэ отошёл от музыки, в 1993 году уехал к родственникам в Японию, где преподавал русский язык в Токийском институте русского языка. Работу в институте нашёл не сразу, сначала продавал компакт-диски в фирменном магазине «Тауэр рекордз». В последние два года совмещал преподавательскую работу с работой на радио.

Максим Капитановский: Кава к тому времени уже уехал в Японию и года полтора клал там асфальт, пока не устроился преподавателем в Токийский институт русского языка. Для того, чтобы повысить там свой статус и считаться чуть ли не профессором, ему требовались авторские научные печатные работы. Так вот мама Кавагоэ, предложив мне 50 долларов, которые я, конечно, не взял, попросила сделать следующее: изготовить у нас в редакции новую обложку для 48-страничной брошюрки, сшитой двумя канцелярскими скрепками, под названием «Пособие по русскому языку». Там уже значились четыре автора, и нужно было добавить к ним имя Сергея Кавагоэ. Я ответил: ради бога, сделаем, но удовлетворит ли японских специалистов такая бредятина? Она говорит: «Всех, всё удовлетворит». Я пошёл к редакционным ребятам, и они тут же изготовили другую обложку. Я тогда даже развил идею и спросил: хотите, мы сделаем так, будто это пособие вообще один Сергей написал? Но Серёжкина мама сказала, что и того, что получилось — достаточно. И оказалась права. Вскоре Кавагоэ написал мне письмо, где сообщил, что ему подняли оклад, он теперь что-то вроде профессора.
— М. Марголис «Затяжной поворот»
Получение постоянного разрешения на проживание в Японии затянулось. Охлаждение в российско-японских отношениях из-за «островного вопроса» привело к сокращению числа изучающих русский язык, денег стало не хватать, и Кавагоэ с семьёй принял решение иммигрировать в Канаду.
В Канаде Кавагоэ не смог найти себе занятия. Ночью 3 сентября 2008 он умер в ванной своей квартиры. Причиной смерти стала острая сердечная недостаточность вследствие тромбоэмболии.

## Воспоминания
Андрей Макаревич
Сергей давно пребывал в состоянии обиды на всех. Думаю, в первую очередь на свою собственную жизнь, которая так по-дурацки у него сложилась. Сначала вылетел из «Машины», потом из «Воскресения». С ним просто никто не мог работать.
— М. Марголис «Затяжной поворот»

Максим Капитановский
У меня с Кавагоэ никаких серьёзных трений не было. Мы продолжали общаться до последнего момента. Он мне периодически звонил из Канады. Правда с возрастом он очень изменился. Кава всегда пенял на несправедливость своей судьбы, досадовал на то, что постепенно фамилия Макаревича стала звучать значительно чаще фамилий остальных участников «МВ». Но, что тут было ревновать? Кавагоэ же не писал песен. Он был, так сказать, идеологом «Машины» и то, до определённого момента. Впечатление сильного музыканта он тоже никогда не производил. Хотя в то время в группе никто сильным музыкантом не был. Но суть в том, что он не так много определял. Он ушёл из «Машины» и хуже не стало.
В последние годы я, наверное, вообще оставался единственным, кто с ним разговаривал. Макар, например, просто трубку вешал. Представляешь, звонит ночью неадекватный (он сильно пил) человек и что-то ему высказывает. Андрей говорил, что после звонков Кавагоэ он себя неделю плохо чувствует. Все разговоры у Серёги постепенно сводились к тому, какие козлы в «Машине времени», а он эту группу придумал…
— М. Марголис «Затяжной поворот»

Алексей Романов
В Каве доминировали сибаритство и беспокойство. Он всегда разрабатывал какие-то планы, программы, за всё хватался, но при этом был довольно ленивый и любил отдыхать. Мы с ним как-то за водкой, уже в бытность «Воскресения», обсуждали какие-то наши замыслы, и я поинтересовался: «Серёж, ну, предположим, мы сейчас сделаем вот это и то, а потом-то что?». Кава ответил: «А потом — кайф».

У него было потрясающее умение спаивать и сплачивать компанию (во всех смыслах). Сейчас это, кажется, называется — организация корпоративного отдыха.— М. Марголис «Затяжной поворот»

## Личная жизнь
Был дважды женат. Вторая жена — Татьяна Главацкая (род. 1963), училась в 23-й спецшколе Москвы, окончила МИНХ имени Г. В. Плеханова, в 1990-х годах работала начальником отдела банка «Credit Suisse, Moscow».
Двое сыновей: Александр Кавагоэ (род. 1983) — инженер, живёт в Канаде, от первого брака, и Владимир Кавагоэ — от второго (род. в феврале 2003 года).

## Дискография
- 1969 — «Time Machines». (первая запись школьного ансамбля, не издан, песня «This happened to me» вошла в альбом «Неизданное») («Машина времени»)
- 1971—1974 — «Записи „Машины времени“ в Государственном доме радиовещания и звукозаписи»
- 1974 — с «Трио Линник» (миньон) (первая официальная запись «Машины времени»)
- 1975 — Запись «Машины времени» для программы «Музыкальный киоск» (полностью не издан, некоторые песни вошли в сборник «Неизданное») («Машина времени»)
- 1978 — Это было так давно («Машина времени»)
- 1979 — Кто виноват («Воскресенье»)
- 1984 — Наутилус («Наутилус»)
- 1995 — Шанхай (альбом «До свидания, друг!»)
- 1996 — Неизданное («Машина времени»)

## Фильмография
- 1975 — «Афоня»
- 1976 — «Шесть писем о бите»

## В песнях
- В песне Евгения Маргулиса «Сакура, катана, сакэ», есть слова, посвящённые Кавагоэ: «Мы с Серёгой-самураем третий год, как мир спасаем, сна себя лишаем, от темна до темна.»[11]
- Евгений Маргулис — «Рок-н-ролл» (памяти Сергея Кавагоэ)[12]